# Хаслер, Адриан
А́дриан Ха́слер (нем. Adrian Hasler; род. 11 февраля 1964, Вадуц, Лихтенштейн) — лихтенштейнский политический и государственный деятель. Премьер-министр Лихтенштейна с 2013 по 2021 год, начальник полиции Лихтенштейна с 2004 по 2013 год.

## Образование
По окончании гимназии в Лихтенштейне Хаслер продолжил обучение в Швейцарии. Окончил Университет Санкт-Галлена в 1993 году по специальности менеджера-руководителя.

## Карьера
Адриан Хаслер с 1996 года по 2004 год работал в Вадуце директором Банка AG. С 2001 года по 2004 год был депутатом ландтагa. Весной 2004 года был назначен начальником полиции Лихтенштейна.

## Премьер-министр Лихтенштейна
По результатам парламентских выборов 2 февраля 2013 Прогрессивная гражданская партия в Лихтенштейне заняла лидирующее положение в ландтаге. Адриан Хаслер является основным кандидатом на пост Премьер-министра Лихтенштейна. Парламент Лихтенштейна 27 марта избрал Адриана Хаслера новым главой правительства.
Уже в мае 2013 года премьер-министр заявил, что Лихтенштейн поддался давлению Евросоюза в споре вокруг банковской тайны в княжестве. При определенных условиях страна готова автоматически обмениваться финансовой информацией с ЕС.
Через четыре года после очередных парламентских выборов он остался во главе правительства княжества.

## Семья
Адриан Хаслер женат на Гудрун Хаслер, имеет двух детей: Паскаля Хаслера и Луиса Хаслера.